# Lyciasalamandra helverseni
La salamandra dell'isola di Karpathos (Lyciasalamandra helverseni Pieper, 1963) è un anfibio caudato appartenente alla famiglia dei Salamandridi.

## Descrizione
Salamandra snella, con occhi grandi e parti superiori di colore marrone scuro lucido, con alcune macchie gialle e sfumature iridescenti viola, ben contrastanti con i fianchi gialli. I maschi si distinguono per un tubercolo alto circa 5 mm sulla base della coda, che svolge un ruolo anche durante l'amplesso. Ha una lunghezza totale di 12-15 cm.

## Biologia
In passato questo agile salamandride terrestre era considerato una sottospecie della salamandra di Licia (Lyciasalamandra lushani) diffusa nel sud-ovest della Turchia. Sappiamo ancora poco delle abitudini di questi animali, attivi in superficie soltanto nei mesi invernali umidi e per i mesi restanti nascosti nelle cavità dei terreni carsici. Si tratta di una specie notturna, che però in rari casi può essere osservata anche di giorno dopo precipitazioni intense. La salamandra dell'isola di Karpathos si nutre di piccoli insetti, ragni, gasteropodi e vermi. È una specie vivipara che dopo l'accoppiamento, in cui il maschio cinge la femmina dal basso afferrandola per le zampe anteriori, depone due piccoli completamente formati in inverno.

## Distribuzione e habitat
Questa specie vive esclusivamente nel Mar Egeo sud-orientale, sulle isole greche di Karpathos, Kasos e Saria, dal livello del mare fino a circa 1000 m di altitudine. Si può trovare in habitat aperti rocciosi e carsici o in pinete rade, solitamente nascosta in fessure di rocce e mura o sotto pietre.